# Fabio Maj
Fabio Maj (* 16. Juni 1970 in Schilpario) ist ein ehemaliger italienischer Skilangläufer.

## Werdegang
Maj debütierte im Dezember 1991 in Silver Star im Skilanglauf-Weltcup und belegte dabei den 57. Platz über 10 km klassisch. In der Saison 1992/93 siegte er im Skilanglauf-Continental-Cup in Argentière und in Rogla. Seine ersten Weltcuppunkte holte er im Dezember 1992 im Fleimstal mit dem 26. Platz über 30 km Freistil. In der Saison 1993/94 erreichte er mit dem zehnten Platz über 15 km Freistil in Oslo seine erste Top-Zehn-Platzierung im Weltcup. In der Saison 1994/95 kam er sechsmal in die Punkteränge und errang damit zum Saisonende den 26. Platz im Gesamtweltcup. Beim Saisonhöhepunkt den Nordischen Skiweltmeisterschaften 1995 in Thunder Bay gewann er die Bronzemedaille mit der Staffel. In der folgenden Saison errang er im Weltcup meist Platzierungen im Mittelfeld und erreichte zum Saisonende den 29. Platz im Gesamtweltcup. Im Dezember 1995 holte er in Campra seinen dritten Sieg im Continental-Cup. In der Saison 1996/97 kam er im Weltcup zweimal unter die ersten Zehn und belegte damit den 23. Platz im Gesamtweltcup. Bei den Nordischen Skiweltmeisterschaften 1997 in Trondheim errang er den 17. Platz über 50 km klassisch. Nach sechs Platzierungen in Folge und einen Sieg beim Continental-Cup in Campra zu Beginn der Saison 1997/98, erreichte er mit dem dritten Platz über 30 km Freistil in Kavgolovo seine erste Podestplatzierung im Weltcup. In Ramsau am Dachstein siegte er mit der Staffel. Es folgten weitere vier Top-Zehn-Resultate und zum Saisonende der 11. Platz im Gesamtweltcup und der siebte Rang im Langdistanzweltcup. Bei den Olympischen Winterspielen 1998 in Nagano gewann er die Silbermedaille mit der Staffel. Zudem belegte er den 28. Platz über 10 km klassisch und den 13. Rang bei der anschließenden Verfolgung. In der Saison 1998/99 kam er im Weltcupeinzel fünfmal unter die ersten zehn. Bei den Nordischen Skiweltmeisterschaften 1999 in Ramsau am Dachstein gewann er wie vier Jahre zuvor die Bronzemedaille mit der Staffel. Sein bestes Einzelresultat war der zehnte Platz im Verfolgungsrennen. Beim letzten Weltcup der Saison wurde er in Oslo Dritter mit der Staffel und belegte den 18. Platz im Gesamtweltcup. Nach schwachen Start in die Saison 1999/2000 mit zwei Platzierungen außerhalb der Punkteränge, holte er im Sprint in Engelberg seinen ersten Weltcupeinzelsieg. Es folgten fünf Top-Zehn-Resultate, darunter Platz zwei im 30-km-Massenstartrennen in Lahti und errang damit zum Saisonende den neunten Platz im Sprintweltcup, den siebten Rang im Langdistanzweltcup und den sechsten Platz im Gesamtweltcup. In der folgenden Saison erreichte er 13 Einzelplatzierungen in den Punkterängen, darunter drei Resultate unter den ersten zehn. Im Dezember 2000 siegte er in Clusone zusammen mit Fulvio Valbusa im Teamsprint. Beim Saisonhöhepunkt den Nordischen Skiweltmeisterschaften 2001 in Lahti belegte er den 15. Platz im Skiathlon, den siebten Rang über 30 km klassisch und den sechsten Platz mit der Staffel. Die Saison beendete er auf dem 14. Platz im Gesamtweltcup. Nachdem er zu Beginn der Saison 2001/02 Platzierungen im Mittelfeld belegt hatte, erreichte er Anfang Januar 2002 mit dem achten Platz im Skiathlon im Fleimstal seine erste Top-Zehn-Platzierung. Beim folgenden Weltcup in Nové Město gewann er über 10 km Freistil sowie im Teamsprint zusammen mit Freddy Schwienbacher. Bei den Olympischen Winterspielen 2002 in Salt Lake City gewann er die Silbermedaille mit der Staffel. Zudem kam er auf den 20. Platz im Skiathlon, auf den 14. Rang über 50 km klassisch und auf den 13. Platz im 30-km-Massenstartrennen. Zum Saisonende errang er den 23. Platz im Gesamtweltcup. Bei den Nordischen Skiweltmeisterschaften 2003 im Fleimstal belegte er den 23. Platz über 15 km klassisch, den 15. Rang im 30-km-Massenstartrennen und den zehnten Platz mit der Staffel. In seiner letzten aktiven Saison 2003/04 startete er im Marathon Cup. Sein bestes Resultat dabei war der 15. Platz beim König-Ludwig-Lauf.

## Erfolge

### Siege bei Weltcuprennen

#### Weltcupsiege im Einzel
| Nr. | Datum             | Ort        | Disziplin        |
| --- | ----------------- | ---------- | ---------------- |
| 1.  | 27. Dezember 1999 | Engelberg  | Sprint klassisch |
| 2.  | 12. Januar 2002   | Nové Město | 10 km Freistil   |

#### Weltcupsiege im Team
| Nr. | Datum             | Ort                 | Disziplin             |
| --- | ----------------- | ------------------- | --------------------- |
| 1.  | 11. Januar 1998   | Ramsau am Dachstein | 4 × 10 km Staffel 1   |
| 2.  | 13. Dezember 2000 | Clusone             | Teamsprint Freistil 2 |
| 3.  | 13. Januar 2002   | Nové Město          | Teamsprint Freistil 3 |

### Siege bei Continental-Cup-Rennen
| Nr. | Datum             | Ort        | Disziplin       | Serie           |
| --- | ----------------- | ---------- | --------------- | --------------- |
| 1.  | 3. Januar 1993    | Argentiere | 15 km Freistil  | Continental-Cup |
| 2.  | 6. März 1993      | Rogla      | 15 km Freistil  | Continental-Cup |
| 3.  | 30. Dezember 1995 | Campra     | 15 km Freistil  | Continental-Cup |
| 4.  | 28. Dezember 1997 | Campra     | 15 km klassisch | Continental-Cup |

## Teilnahmen an Weltmeisterschaften und Olympischen Winterspielen

### Olympische Spiele
- 1998 Nagano: 2. Platz Staffel, 13. Platz 25 km Verfolgung, 28. Platz 10 km klassisch
- 2002 Salt Lake City: 2. Platz Staffel, 13. Platz 30 km Freistil Massenstart, 14. Platz 50 km klassisch, 20. Platz 20 km Skiathlon

### Nordische Skiweltmeisterschaften
- 1995 Thunder Bay: 3. Platz Staffel
- 1997 Trondheim: 17. Platz 50 km klassisch
- 1999 Ramsau: 3. Platz Staffel, 10. Platz 25 km Verfolgung, 11. Platz 50 km klassisch, 19. Platz 10 km klassisch, 25. Platz 30 km Freistil
- 2001 Lahti: 6. Platz Staffel, 7. Platz 30 km klassisch, 15. Platz 20 km Skiathlon
- 2003 Val di Fiemme: 10. Platz Staffel, 15. Platz 30 km klassisch Massenstart, 23. Platz 15 km klassisch

## Weltcup-Gesamtplatzierungen
| Saison    | Gesamt | Gesamt | Langdistanz | Langdistanz | Sprint | Sprint |
| Saison    | Punkte | Platz  | Punkte      | Platz       | Punkte | Platz  |
| --------- | ------ | ------ | ----------- | ----------- | ------ | ------ |
| 1992/93   | 29     | 52.    | –           | –           | –      | -      |
| 1993/94   | 42     | 44.    | –           | –           | –      | -      |
| 1994/95   | 111    | 26.    | –           | –           | –      | -      |
| 1995/96   | 101    | 29.    | –           | –           | –      | -      |
| 1996/97   | 125    | 23.    | 46          | 23.         | 65     | 20.    |
| 1997/98   | 252    | 11.    | 155         | 7.          | 97     | 19.    |
| 1998/99   | 227    | 18.    | 69          | 22.         | 138    | 15.    |
| 1999/2000 | 401    | 6.     | 130         | 7.          | 137    | 9.     |
| 2000/01   | 288    | 14.    | –           | –           | 97     | 22.    |
| 2001/02   | 179    | 23.    | –           | –           | 16     | 50.    |
| 2002/03   | 17     | 94.    | –           | –           | –      | –      |